# 8820 Anjandersen
8820 Anjandersen eller 1985 VG är en asteroid i huvudbältet som upptäcktes den 14 november 1985 av den danska astronomen Poul Jensen vid Brorfelde-observatoriet. Den är uppkallad efter den danska astrofysikern Anja Cetti Andersen.
Asteroiden har en diameter på ungefär 5 kilometer.